# Palau dels Guzmanes
El Palau dels Guzmanes és un palau renaixentista del segle xvi situat a la plaça de San Marcelo, al costat de la Casa de los Botines, a la ciutat de Lleó. La seua traça es deu al mestre Rodrigo Gil de Hontañón si bé es va ocupar de la seua execució Juan Ribero de Rada. Tot i quedar inacabat va esdevenir el palau més destacat de la ciutat. Ja al segle XX la Diputació de Lleó es va fer càrrec d'acabar-lo per donar-li noves funcions. Actualment allotja les oficines de la Diputació i va ser declarat Monument històric (Bé d'interès cultural) l'any 1963.

## Història

### El palau renaixentista

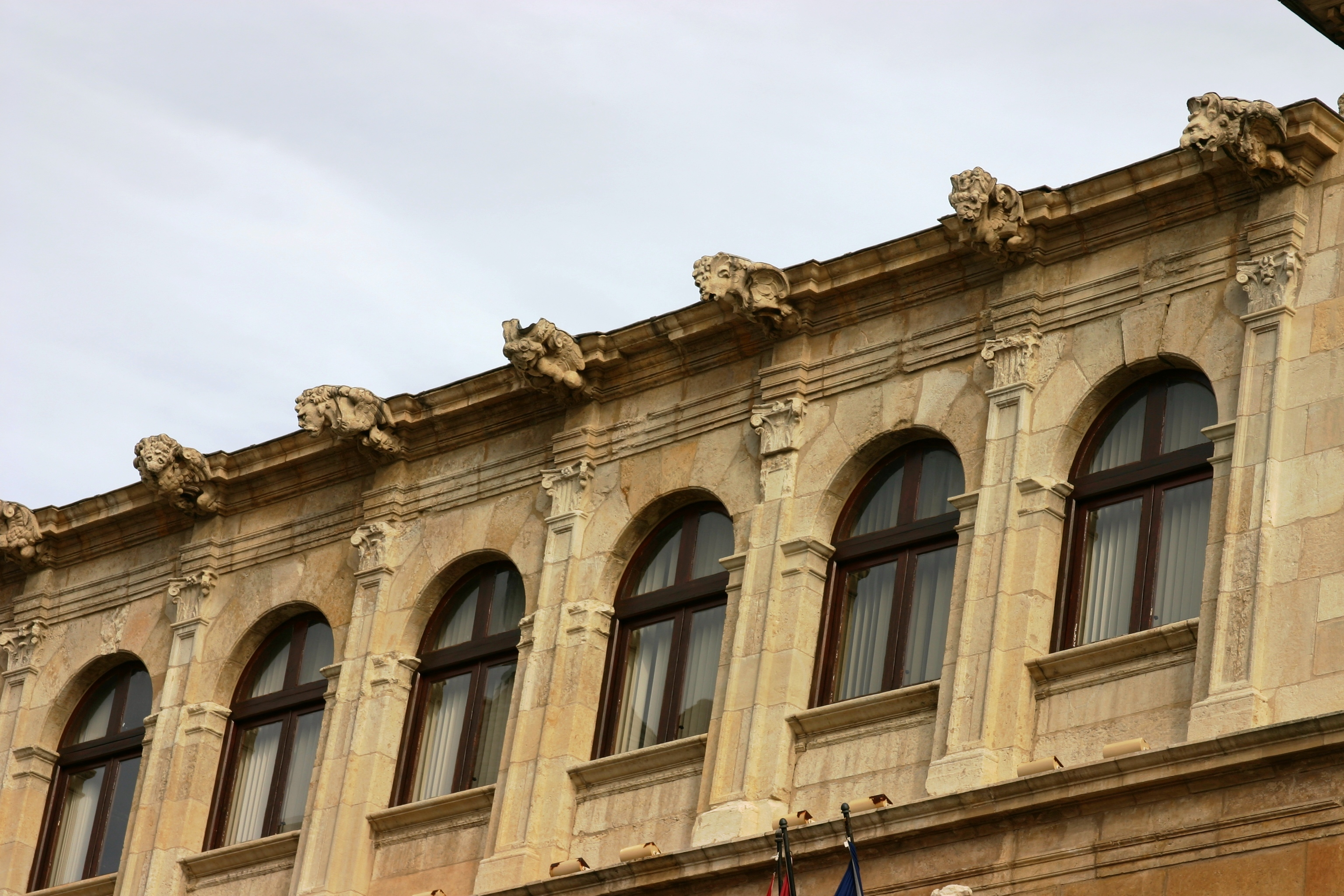
Galeria del palau

El palau el va fer construir D. Ramiro Núñez de Guzmán, antic líder comuner, sobre els solars que ocupaven les cases senyorials del seu llinatge. La família dels Guzmanes era un dels llinatges lleonesos més antics. A principis del segle xvi eren senyors de Guzmán, Aviados, Toral i Valle de Boñar. Establerts a la ciutat eren una de les cases nobles més influents i amb major protagonisme a Lleó, on estaven introduïts en els òrgans de poder local.
D. Ramiro va voler aprofitar la situació de les seues antigues cases, situades en una de les principals zones de la ciutat, per edificar un palau de nova planta que destaqués i es diferenciés de l'entorn urbà per les seues dimensions i per adoptar la tipologia i estètica de l'arquitectura "al romà " o renaixentista. Per a això va encarregar el disseny de la seua traça a un dels mestres més prestigiosos de Castella en aquella època, Rodrigo Gil de Hontañón. Aquest va dissenyar un palau rectangular amb pati central, exempt en els seus quatre costats, que necessitava estar enclavat entre carrers alineats de traçat regular i la Façana principal havia d'obrir-se a la plaça existent per poder ser contemplat des d'ella. Amb relació a la seua estructura i distribució interna l'edifici havia de conjugar l'àmbit privat com a residència de la família, amb l'esfera pública en la qual les parts nobles del palau eren el reflex de la categoria i noblesa dels seus propietaris.
Immediatament l'ambiciós projecte va haver d'enfrontar-se a les limitacions existents. Els solars disponibles eren de traça irregular igual que els carrers amb les que limitaven, i la seua grandària menor que el necessari per al nou edifici. Aquest necessitava incorporar una zona ocupada per un tram interior de l'antiga muralla i per altres edificacions.
L'any 1559 l'Ajuntament de Lleó va autoritzar l'enderroc dels cubs i del llenç de la muralla i l'ocupació d'aquest terreny. Tanmateix se li va sol·licitar autorització per a l'execució de diverses obres encaminades a aconseguir l'alineació dels carrers. Aquest mateix any es van iniciar les obres. L'encarregat de la seua execució en qualitat d'aparellador va ser el mestre Juan Ribero de Rada qui va realitzar aportacions notables al disseny de Gil de Hontañón.
L'any 1566 estava aixecada la façana principal que dona a l'actual plaça de San Marcelo. En els anys 1586 i 1587 es va procedir a l'adquisició i enderroc de cases particulars per prosseguir l'obra i per ampliar l'espai de la plaça pública. Es buscava que el palau pogués ser contemplat completament des d'ella com a manifestació de la posició dominant que el llinatge dels Guzmanes ocupava a la ciutat. Amb aquesta finalitat es va arribar a un acord amb el consistori perquè aquests terrenys quedaren en endavant lliures d'edificacions i s'incorporaren a la plaça existent.
A la fi del segle xvi s'interrompen les obres i el palau resta incomplet. S'havien aixecat dues de les quatre ales, les que donen a la plaça i a l'actual carrer Ancha, i el pati central. Malgrat això era la principal residència de la ciutat i com a tal va allotjar l'any 1602, a Felip III de Castella i Margarida d'Àustria.
Però en aquesta centúria el palau deixarà d'estar habitat de forma regular en deixar de ser la residència principal de la família i començarà el seu deteriorament. Ja en els anys 1654 i 1656 seran necessàries obres de reparació i reformes en les teulades, cornises i al pati entre d'altres. Sense un ús continuat va haver d'esperar al segle xix perquè es comencés a limitar el procés de decadència en què havia entrat. En els anys 40 d'aquest segle el Govern Provincial va llogar part de l'edifici per instal·lar les seues oficines, duent-se a terme reparacions parcials. Posteriorment en 1881 la Diputació Provincial de Lleó va comprar l'edifici als propietaris d'aquell llavors, els comtes de Peñaranda de Bracamonte.

### Restauració i conclusió de l'edifici

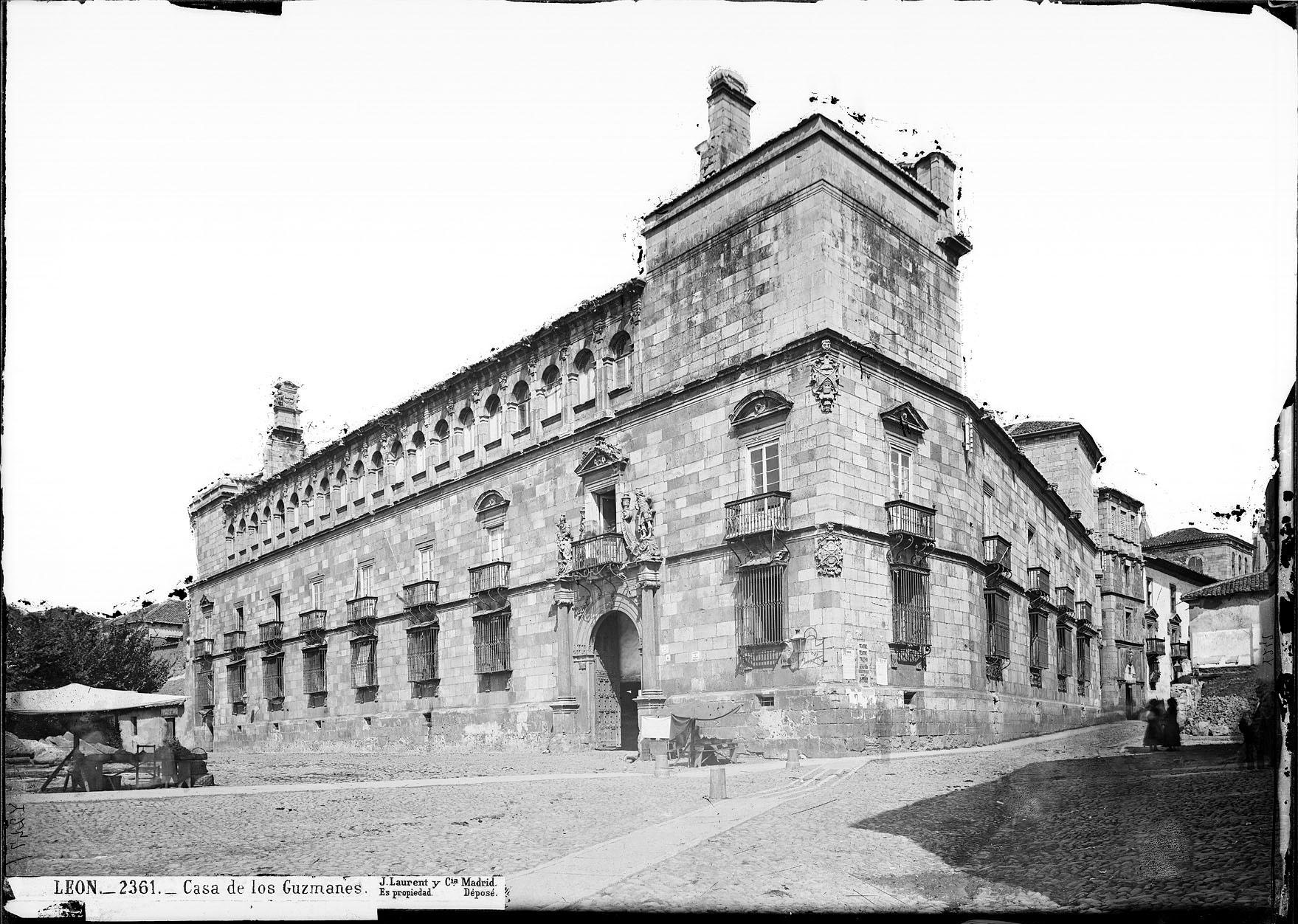
El palau abans de les reformes. Entre 1860 i 1886. Foto Laurent.

Amb la seua adquisició per part de la Diputació de Lleó es va plantejar una intervenció a l'edifici per adequar-lo a les seues noves funcions i retornar-li el seu primitiu aspecte, ja que en els anys 1840 l'arquitecte Miguel Echano havia escapçat les torres traient-ne una planta, tancat els balcons del segon pis d'aquestes i apuntalat les finestres angulars del tercer per garantir la seua estabilitat.
Al llarg dels següents anys es van succeir els projectes i les reformes marcats sempre per les restriccions econòmiques. Igual que passava en aquesta època amb la Catedral de Lleó, la restauració del palau va ser objecte de debat entre l'escola conservadora, que advocava perquè les intervencions es limitaren a la recuperació de les zones danyades produint "alteracions mínimes", i l'escola restauradora que proposava recuperar i completar el palau sota el criteri d'"unitat d'estil", tal com se suposava l'hagués conclòs Gil de Hontañón.
Les intervencions més destacades van ser les següents:
Cap a 1890: es reforma i s'acaba l'escala claustral. Entre altres se li va posar la balustrada de pedra que existeix en l'actualitat.
Any 1892: la Reial Acadèmia de Belles Arts de San Fernando autoritza la reconstrucció de les torres contingudes en el projecte de Blanch y Pons el qual seguia el model de torres palatines utilitzat per Gil de Hontañón a Salamanca.
Any 1892: malgrat l'oposició de la Diputació es concedeix la llicència per a la construcció de la Casa de los Botines davant del palau. El seu promotor, la societat Fernández y Andrés (Mariano Andrés i Simón Fernández), havia comprat la parcel·la als ducs d'Uceda i comtes de Peñaranda de Bracamonte el 1886.
Any 1930: s'instal·la el sistema de calefacció.
En la dècada de 1970 i la dècada de 1970 es completa l'edifici. La necessitat d'ampliar l'espai disponible donades els nous serveis encomanats en aquells anys a la Diputació, i el clima propici a les tesis historicistes més intervencionistes en la conservació dels edificis històrics, afavoreixen l'aprovació del projecte presentat per l'arquitecte Felipe Moreno Medrano, projecte que va ser aprovat per la Direcció General de Belles Arts. En ell es contemplava l'ampliació i conclusió del palau deixant exempt pels quatre costats, el que va fer necessari l'enderrocament de cases confrontants existents en els actuals carrers Cid i Ruiz de Salazar. Les obres, que es van realitzar a partir de 1975, van consistir en la construcció de les façanes nord i acabament de la de l'est seguint el disseny de les existents, l'elevació del quart pis de les torres i la modificació de la pràctica totalitat de les dependències interiors.

## Descripció

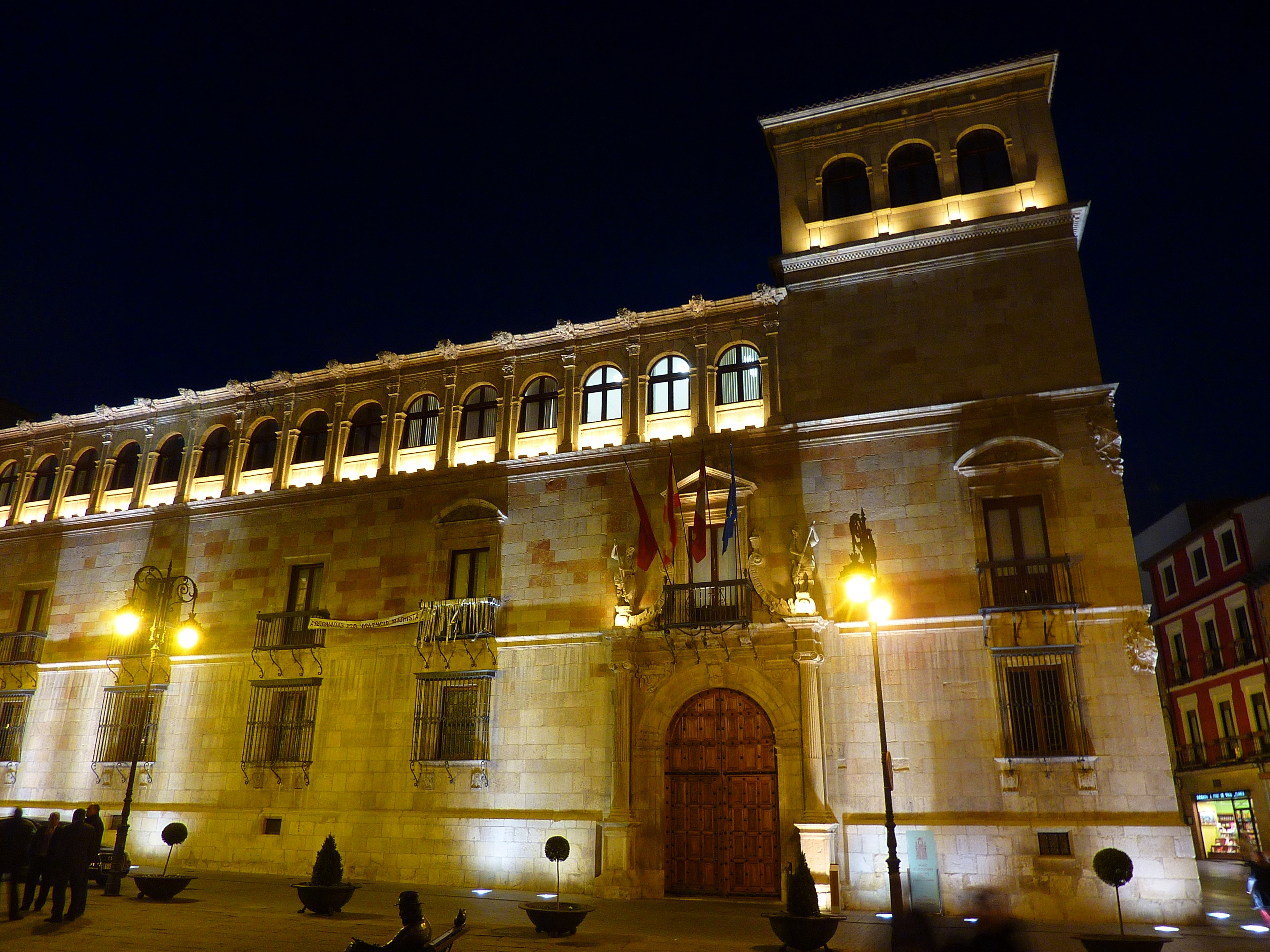
Vista nocturna

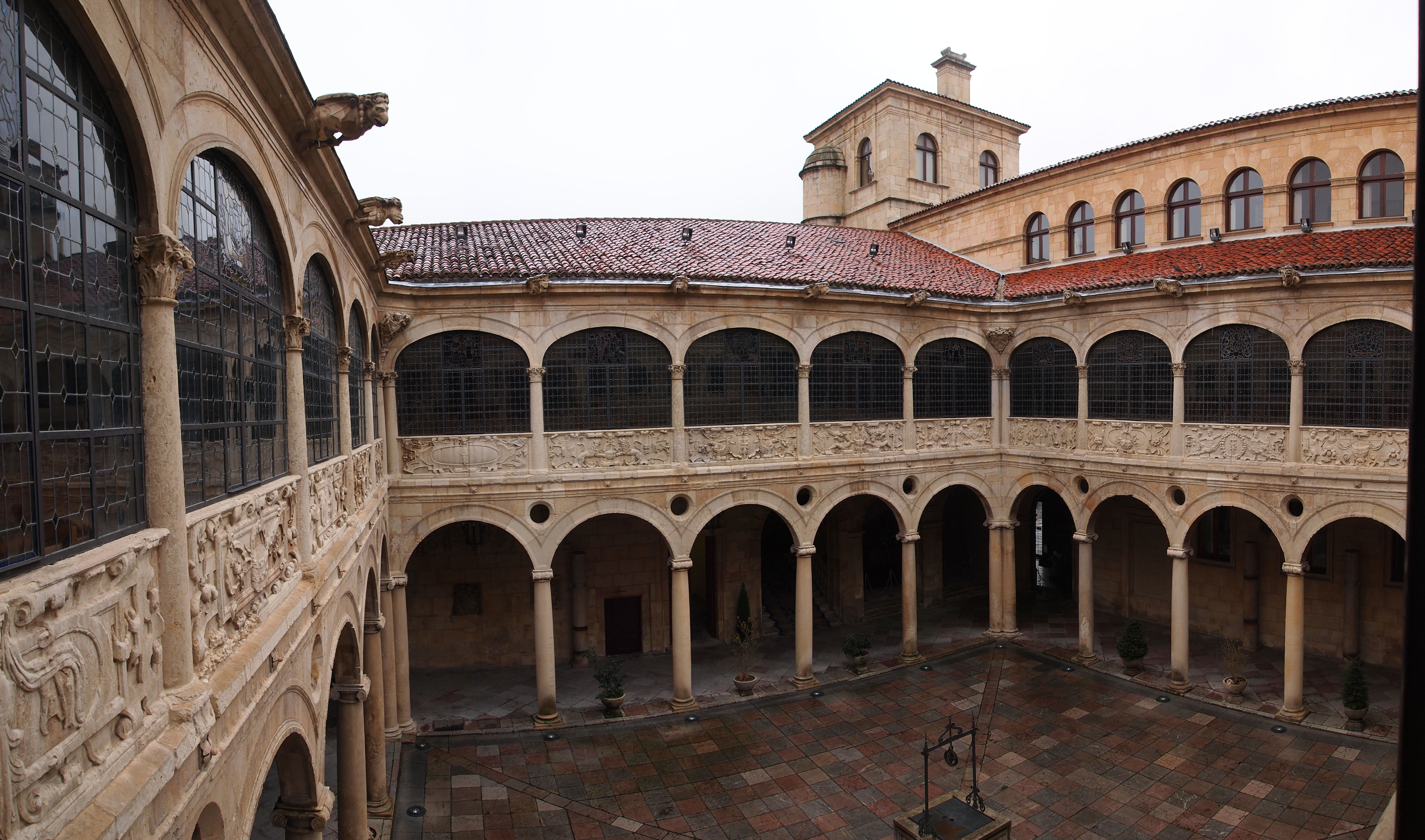
Pati del palau

El palau té planta  trapezoïdal articulada al voltant d'un pati interior i té torres en cadascun dels seus quatre cantons. La seua façana principal té un marcat desenvolupament horitzontal, és de tres altures separades per impostes, la inferior té finestres enreixades, el cos central balcons dels quals els propers a la portada i els situats a les cantonades són coronades amb frontons triangulars i semicirculars, i el superior presenta una galeria que recorre la façana fins a les torres, formada per arcs de mig punt separats per pilastres corínties. Sobre aquestes i sobresortint de la Cornisa es disposen un conjunt de gàrgoles.
Les torres tenen una alçada més, l'última fou reconstruïda en la restauració de 1975 buscant tornar l'aspecte que van tenir abans de ser escapçades el 1840. Tres d'elles llueixen finestres angulars i la sud-oest té adossada una Escala_de_cargol.
La façana sud que dona al carrer Ancha és purisme renaixentista. Es relaciona amb Juan del Ribero Rada al qual també se li atribueixen les finestres angulars de la torre sud-est decorades amb pilastres dòriques i columnes jòniques i corínties, i la portada oberta al carrer del Cid.
La portalada principal s'obre descentrada seguint la tradició medieval hispana. El seu disseny és característic de l'estil de Rodrigo Gil de Hontañón. Formada per un arc de mig punt, està emmarcada per columnes jòniques sobre les que es recolza l'Entaulament que sustenta un balcó rematat per un frontó triangular decorat. Als seus costats seguint la vertical de les columnes, dos guerrers porten els escuts d'armes de la família.
Travessant el vestíbul s'accedeix al pati columnat. És de dos plantes, la baixa formada per arcs escarsers recolzats en columnes jòniques que presenten la particularitat que els seus capitells es mostren de perfil. La superior té arcs carpanells sobre columnes corínties. Entre aquestes els ampits estan llaurats amb els escuts dels Guzmanes. Els buits es cobreixen amb vidrieres. Rematen el conjunt gàrgoles igual que en la façana. Pel que fa a la seua autoria, la seua atribució és dubtosa, es descarten a Gil de Hontañón.
A la zona sud del pati se situa l'escala claustral de tres trams sobre voltes rampants. Encara que la seua estructura és de l'època de construcció de l'edifici el que podem veure en l'actualitat deu el seu aspecte a les restauracions dels segles XIX i XX. Respecte a les dependències interiors han sigut completament modificades en les successives obres dutes a terme en els passats segles. Dels elements originals ha sobreviscut la xemeneia basada en models de Serlio que presideix el saló principal. La decoració actual a base de quadres, tapissos i vitralls de temes al·legòrics a la història lleonesa, correspon a l'etapa en què la diputació s'ha fet càrrec de l'edifici.